# Golczowice
Golczowice (deutsch Golschwitz, 1936–1945 Eichenried) ist eine Ortschaft in der Gemeinde Lewin Brzeski im Powiat Brzeski der Woiwodschaft Oppeln.

## Geographie

### Geographische Lage
Das Straßendorf Golczowice liegt im Westen der historischen Region Oberschlesien. Der Ort liegt elf Kilometer nordöstlich vom Gemeindesitz Lewin Brzeski (Löwen), 26 Kilometer südöstlich von der Kreisstadt Brzeg (Brieg) und 21 Kilometer nordwestlich von der Woiwodschaftshauptstadt Oppeln. 
Golczowice liegt in der Nizina Śląska (Schlesische Tiefebene) am Rande der Pradolina Wrocławska (Breslauer Urstromtal) hin zur Równina Niemodlińska (Falkenberger Ebene). Das Dorf liegt am linken Ufer der Oder.

### Nachbarorte
Nachbarorte von Golczowice sind im Westen Mikolin (Nikoline) sowie im Südwesten Chróścina (Weißdorf).

## Geschichte

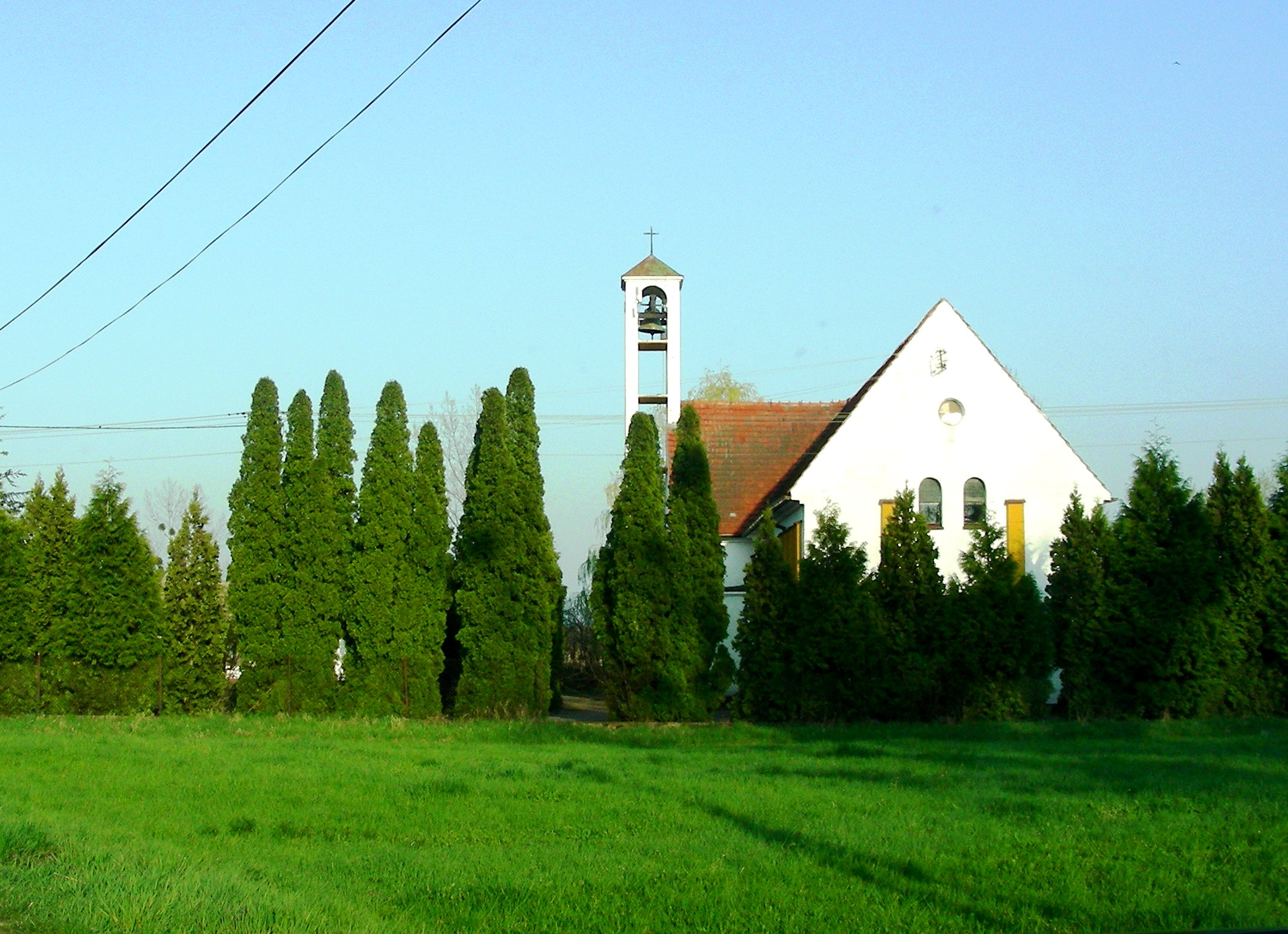
Herz-Jesu-Kirche

Erstmals erwähnt wurde der Ort im Jahr 1223 als Golchenicj. 1480 erfolgt eine Erwähnung als Golczow und 1532 als Goltzow.
Nach dem Ersten Schlesischen Krieg 1742 fiel Golschwitz mit dem größten Teil Schlesiens an Preußen.
Nach der Neuorganisation der Provinz Schlesien gehörte die Landgemeinde Golschwitz ab 1816 zum Landkreis Falkenberg O.S. im Regierungsbezirk Oppeln. 1845 bestanden im Dorf ein Vorwerk, eine evangelische Schule, eine Schmiede, eine Fähranlage und 52 Häuser. Im gleichen Jahr lebten in Golschwitz 426 Menschen, davon 102 evangelisch. 1855 lebten im Ort 475 Menschen. 1865 zählte der Ort neun Anteilbauern, 17 Gärtner und 23 Häusler. 1874 wurde der Amtsbezirk Nicoline  gegründet, welcher aus den Landgemeinden Golschwitz, Nicoline und Sowade und den Gutsbezirken Golschwitz und Nicoline bestand. 1885 zählte Golschwitz 379 Einwohner.
1933 hatte Golschwitz 701 Einwohner. 1934 wurde im Ort eine katholische Kirche erbaut. Am 28. Juli 1936 wurde der Ortsname in Eichenried geändert. 1939 zählte der Ort 675 Einwohner. Bis 1945 befand sich der Ort im Landkreis Falkenberg O.S.
Am 22. Januar 1945 setzte die Rote Armee bei Eichenried über die Oder. Durch Kämpfe im Ort wurde ein Großteil der Bebauung zerstört. Danach kam der bisher deutsche Ort unter polnische Verwaltung und wurde in Golczowice umbenannt und der Woiwodschaft Breslau zugeordnet. Die verbliebene deutsche Bevölkerung wurde im Juni 1946 größtenteils vertrieben. 1950 kam der Ort zur Woiwodschaft Oppeln. 1999 kam der Ort zum Powiat Brzeski.

## Sehenswürdigkeiten
- Die römisch-katholische Herz-Jesu-Kirche (poln. Kościół Najświętszego Serca Pana Jezusa) wurde 1934 erbaut.
- Glockenkapelle aus Backstein